# Jason Biggs
Jason Matthew Biggs (Pequannock, 12 maggio 1978) è un attore statunitense, noto soprattutto per aver interpretato il ruolo di Jim Levenstein nella serie cinematografica di American Pie e per il ruolo di Larry Bloom nella serie televisiva Orange Is the New Black.

## Biografia
Biggs è nato a Pompton Plains, un sobborgo di Pequannock (nel New Jersey), il 12 maggio del 1978, figlio di Gary Louis Biggs, un manager d'origini inglesi per parte di padre e italiane per parte di madre, e di Angela Zocco, un'infermiera di origini siciliane. È cresciuto a Hasbrouck Heights (nel New Jersey), dove ha frequentato la locale Hasbrouck Heights High School.
Ha interpretato spesso personaggi di origine ebraica, benché non sia ebreo e, per di più, la sua famiglia sia di religione cattolica.
Il 23 aprile del 2008 ha sposato Jenny Mollen, che ha conosciuto sul set de La ragazza del mio migliore amico; la coppia ha due figli, uno nato il 15 febbraio del 2014 e uno nell'ottobre del 2017.

### Carriera
Jason ha cominciato a recitare all'età di cinque anni. Nel 1992 ha fatto il suo esordio televisivo nella serie Drexell's Class. Nello stesso anno, ha recitato nel film Conversation with my father, che gli ha spianato la strada verso il successo: infatti, ha iniziato a interpretare il personaggio di Peter nella soap-opera Così gira il mondo. Per questo ruolo, è stato addirittura candidato per il premio di Migliore Attore agli Emmy Awards. Jason ha frequentato per un breve periodo l'Università di New York, ma l'ha presto abbandonata per dedicarsi completamente alla recitazione. Recita nella breve serie Camp Stories, prima di girare il film che lo consacrerà definitivamente: American Pie, infatti, è un successo planetario, tanto che ne verranno immediatamente prodotti due sequel, ai quali Jason prenderà ancora parte.
Dal 2000 in poi Jason recita in American School e in altri film, ed è il protagonista del videoclip musicale dei Wheatus, Teenage dirtbag, e, nella stagione 2004/2005, interpreta il ruolo di un ebreo ortodosso nella commedia Modern Othodox, messa in scena al Dodge Stages Theater di New York. Nel 2006, l'attore ha preso parte al reality show di MTV Blowin' Up', con Jamie Kennedy e Stu Stone. Nel 2010 accetta di partecipare al nuovo episodio della saga che lo ha reso famoso, American Pie. Il film, intitolato American Pie: Ancora insieme (titolo originale American Reunion) esce negli Stati Uniti il 6 aprile 2012, in Italia il 4 maggio dello stesso anno.
Nel 2012 viene scritturato dalla Nickelodeon per doppiare Leonardo nella serie TV animata Teenage Mutant Ninja Turtles - Tartarughe Ninja, ma già dalla messa in onda delle prime puntate causa uno sciame di pubblicità negativa per via d'una serie di suoi tweet scurrili e offensivi indirizzati ad alcuni esponenti politici statunitensi. 
Nel luglio del 2014, si ritrova poi al centro d'una polemica ancor più aspra a causa di suoi tre post su Facebook con cui si prendeva gioco della gravissima crisi che aveva investito la Malaysian Airlines a seguito dell'incidente aereo del volo MH370, in cui vennero date per disperse ben 239 persone, che per la gravità della faccenda vennero ritenuti parecchio inopportuni ed offensivi nei riguardi dei familiari delle vittime; la polemica, alimentata anche dall'atteggiamento assunto dall'attore per difendersi dalle critiche rivoltegli, indussero alfine la Nickelodeon a licenziarlo ed a sostituirlo in pianta stabile con Seth Green.

## Filmografia

### Attore

#### Cinema
- Bad boy story - Il ragazzo che gridava (The Boy Who Cried Bitch), regia di Juan José Campanella (1991)
- Camp Stories, regia di Herbert Beigel (1997)
- American Pie, regia di Paul Weitz (1999)
- Boys and Girls - Attenzione: il sesso cambia tutto (Boys and Girls), regia di Robert Iscove (2000)
- American School (Loser), regia di Amy Heckerling (2000)
- Assatanata (Saving Silverman), regia di Dennis Dugan (2001)
- American Pie 2, regia di J.B. Rogers (2001)
- Jay & Silent Bob... Fermate Hollywood! (Jay and Silent Bob Strike Back), regia di Kevin Smith (2001)
- Prozac Nation, regia di Erik Skjoldbjærg (2001)
- American Pie - Il matrimonio (American Wedding), regia di Jesse Dylan (2003)
- Anything Else, regia di Woody Allen (2003)
- Jersey Girl, regia di Kevin Smith (2004)
- Guy X, regia di Saul Metzstein (2005)
- 8 amici da salvare (Eight Below), regia di Frank Marshall (2006)
- Matrimonio per sbaglio (The Pleasure of Your Company), regia di Michael Ian Black (2006)
- La sposa fantasma (Over Her Dead Body), regia di Jeff Lowell (2008)
- La ragazza del mio migliore amico (My Best Friend's Girl), regia di Howard Deutch (2008)
- Lower Learning, regia di Mark Lafferty (2008)
- Così è la vita (Life Happens), regia di Kat Coiro (2011)
- American Pie: Ancora insieme (American Reunion), regia di Jon Hurwitz e Hayden Schlossberg (2012)
- Grassroots, regia di Stephen Gyllenhaal (2012)
- Amateur Night, regia di Lisa Addario e Joe Syracuse (2016)
- Two for One, regia di Jon Abrahams (2016)
- Who We Are Now, regia di Matthew Newton (2017)
- Caro dittatore (Dear Dictator), regia di Lisa Addario e Joe Syracuse (2018)
- Jay e Silent Bob - Ritorno a Hollywood (Jay e Silent Bob Reboot), regia di Kevin Smith (2019)
- Best. Christmas. Ever!, regia di Mary Lambert (2023)

#### Televisione
- Un professore alle elementari (Drexell's Class) – serie TV, 14 episodi (1991-1992)
- Così gira il mondo (As the World Turns) – serie TV (1994-1995)
- Total Security – serie TV, 7 episodi (1997)
- Off Centre – serie TV, episodio 1x11 (2002)
- Frasier – serie TV, episodio 11x24 (2004)
- Will & Grace – serie TV, episodio 8x05 (2005)
- I'm in Hell, regia di Frank Coraci – film TV (2007)
- Happiness Isn't Everything, regia di Mitchell Hurwitz e James Vallely – film TV (2009)
- True Love, regia di Pamela Fryman – film TV (2010)
- Mad Love – serie TV, 13 episodi (2011)
- The Good Wife - serie TV, episodi 3x13, 4x20 (2012-2013)
- Yukon Kornelius, regia di Mike Lane - film TV (2013)
- Orange Is the New Black – serie TV, 27 episodi (2013-2017)
- Deadbeat - webserie, 1 episodio (2014)
- Nightcap - serie TV, episodio 1x6 (2016)
- I Like You Just the Way I Am - serie TV (2016)
- The Good Fight - serie TV, episodio 1x10 (2017)
- Outmatched - serie TV, 10 episodi (2020)
- Law & Order - Unità vittime speciali (Law & Order: Special Victims Unit) - serie TV, episodi 23x10, 23x15 (2022)

#### Cortometraggi
- The Glitch, regia di Michael Samonek (2007)
- Kidnapping Caitlynn, regia di Kat Coiro (2009)
- The Third Rule, regia di Aundre Johnson (2010)

### Doppiatore
- Farce of the Penguins, regia di Bob Saget (2006)
- Teenage Mutant Ninja Turtles - Tartarughe Ninja (Teenage Mutant Ninja Turtles) – serie animata, 26 episodi (2012-2014) – Leonardo

## Doppiatori italiani
- David Chevalier in American Pie, American Pie 2, American Pie - Il matrimonio, American School, Assatanata, Boys and Girls, Jersey Girl, Will & Grace, 8 amici da salvare, La sposa fantasma, American Pie: Ancora insieme, The Good Fight, Caro dittatore, Jay e Silent Bob - Ritorno a Hollywood, Law & Order - Unità vittime speciali
- Patrizio Prata in Total Security
- Massimiliano Manfredi in Anything Else
- Corrado Conforti in Jay & Silent Bob... Fermate Hollywood!
- Eric Alexander in Matrimonio per sbaglio
- Giorgio Bonino in Squadra Med - Il coraggio delle donne
- Massimiliano Alto in La ragazza del mio migliore amico
- Marco Vivio in The Good Wife
- Luca Sandri in Prozac Nation
- Emiliano Coltorti in Orange Is the New Black
- Luigi Morville in Teenage Mutant Ninja Turtles - Tartarughe Ninja